# Liste der Bischöfe von Nîmes
Die folgenden Personen waren Bischöfe von Nîmes (Frankreich):
- 374–407 Heiliger Felix
- 506–510 Sedatus
- um 520 Johannes I.
- 589 Pélage
- 633–640 Remessarius
- um 650 Johannes II.
- 672–675 Aréjius
- 680 Crocus
- 737 Palladius
- um 745 Gregorius
- 784–788 Sesnandus
- 791–798 Vintering
- 808–850 Christiaus
- 858–860 Isnardus
- 867 Anglard I.
- 870–890 Gilbert
- 895–905 Anglard II.
- 905–928 Hubert
- 929–941 Rainard
- 943 Bernard I.
- 943–946 Bégon
- 947–986 Bernard d’Anduze
- 987–1016 Frotaire I.
- 1016–1026 Geraldus d’Anduze
- 1027–1077 Frotaire II.
- 1066–1084 Eléfant (Koadjutor)
- 1080–1090 Pierre I. Ermangaud
- 1095–1097 Bertrand I. de Montredon
- 1097–1112 Raymond I. Guillaume (Haus Montpellier)
- 1113–1134 Jean III.
- 1134–1141 Guillaume I.
- 1141–1180 Aldebert d’Uzès et de Posquières
- 1181–1207 Guillaume II. d’Uzès
- 1207–1209 Hugues de Lédignan
- 1210 Rodolfe
- 1212–1242 Arnaud
- 1242–1272 Raymond II. Amauri
- 1272–1280 Pierre II. Gaucelme
- 1280–1324 Bertrand II. de Languissel
- 1324 Armand de Vernon
- 1324 Bernard III.
- 1324–1331 Bernard IV.
- 1331–1337 Guirald de Languissel
- 1337 Guillaume III. Curti
- 1337–1342 Aimeric Girard
- 1342–1348 Bertrand III. de Deaux
- 1348–1361 Jean IV. de Blauzac
- 1361–1362 Paul de Deaux
- 1362 Jacques I. de Deaux
- 1362–1367 Gaucelme de Deaux
- 1367–1372 Jean V. de Gase
- 1372–1380 Jean IV. d’Uzès
- 1380–1383 Seguin d’Authon
- 1383–1391 Bernard IV. de Bonneval
- 1391–1393 Pierre III. Girard (Administrator)
- 1393–1426 Gilles de Lascours
- 1420–1429 Nicolas Habert
- 1429–1438 Léonard Delphini
- 1438–1441 Guillaume IV. de Champeaux
- 1441–1449 Guillaume V. d’Estouteville (Administrator)
- 1450–1453 Geoffroy Soreau
- 1453–1458 Alain de Coëtivy (Administrator)
- 1460–1481 Robert de Villequier
- 1481–1482 Etienne de Blosset
- 1482–1496 Jacques II. de Caulers
- 1496–1514 Guillaume (VI.) Kardinal Briçonnet
- 1515–1554 Michel Briçonnet
- 1554–1561 Claude I. Briçonnet
- 1561–1568 Bernard VI. d’Elbène
- 1573–1594 Raymond III. Cavalésy
- 1598–1625 Pierre IV. de Valernod
- 1625–1633 Claude II. de Saint-Bonnet de Thoiras
- 1633–1644 Anthime Denis Cohon
- 1644–1655 Hector d’Ouvrier
- 1655–1670 Anthime Denis Cohon (2. Mal) (auch Titularerzbischof)
- 1671–1689 Jean-Jacques Séguier de La Verrière
- 1692–1710 Esprit Fléchier
- 1710–1736 Jean VII. César Rousseau de la Parisière
- 1737–1784 Charles Prudent de Becdelièvre
- 1784–1801 Pierre V. Marie-Magdeleine Cortois de Balore
- 1821–1837 Claude III. Petit Benoit de Chaffoy
- 1838–1855 Jean-François-Marie Cart
- 1855–1875 Claude-Henri Plantier
- 1875–1888 François-Nicolas Besson
- 1889–1896 Jean-Louis Antoine Alfred Gilly
- 1896–1921 Félix-Auguste Béguinot
- 1921–1924 Marcelin-Charles Marty
- 1924–1963 Jean Girbeau (auch Titularerzbischof)
- 1963–1977 Pierre-Marie Rougé
- 1978–1999 Jean-Lucien-Marie-Joseph Cadilhac
- 2001–2021 Robert Wattebled
- seit 2021 Nicolas Brouwet